# موکل
در علم حقوق موکل شخصی است که به دیگری (وکیل) در انجام امری نیابت (وکالت) می‌دهد.